# 온사거 역관계
열역학에서 온사거 역관계(Onsager reciprocal relations, 온사거 역관계식)는 평형 상태를 벗어난 열역학 시스템의 흐름과 힘 사이의 특정 비율의 동일성을 표현하지만 국지적 평형 개념이 존재한다.
"역관계"(reciprocal relations, 상호 관계)는 다양한 물리적 시스템에서 서로 다른 쌍의 힘과 흐름 사이에서 발생한다. 예를 들어, 온도, 물질 밀도, 압력으로 설명되는 유체 시스템을 생각해 보자. 이러한 종류의 시스템에서는 온도 차이로 인해 시스템의 따뜻한 부분에서 차가운 부분으로 열이 흐르게 되는 것으로 알려져 있다. 마찬가지로 압력 차이로 인해 고압 영역에서 저압 영역으로 물질이 흐르게 된다. 주목할만한 점은 압력과 온도가 모두 변할 때 일정한 압력에서의 온도 차이가 물질 흐름(대류와 같은)을 유발할 수 있고 일정한 온도에서의 압력 차이가 열 흐름을 유발할 수 있다는 관찰이다. 놀랍게도 단위 압력차당 열 흐름과 단위 온도차당 밀도(물질) 흐름은 동일하다. 이러한 동등성은 미시 역학의 시간 가역성(time reversibility. 미시적 가역성(microscopic reversibility))의 결과로 통계 역학을 사용하여 라르스 온사게르(Lars Onsager)에 의해 필요한 것으로 나타났다. 온사게르가 개발한 이론은 이 예보다 훨씬 더 일반적이며 "(외부) 자기장 또는 코리올리 힘이 존재할 때 동적 가역성의 원리가 적용되지 않는다"는 제한을 제외하고 동시에 두 개 이상의 열역학적 힘을 처리할 수 있다. 이 경우 "역관계가 무너진다".

## 같이 보기
- 열역학 제3법칙
- 힘 (물리학)
- 일 (물리학)
- 에너지
- 일률